# Chrysopophthorus hungaricus
Chrysopophthorus hungaricus é uma espécie de insetos himenópteros, mais especificamente de vespas parasíticas pertencente à família Braconidae.
A autoridade científica da espécie é Zilahi-Kiss, tendo sido descrita no ano de 1927.
Trata-se de uma espécie presente no território português.